# ロブソン・ミシャエウ・シグノリーニ
ロビーニョ（Robinho）ことロブソン・ミシャエウ・シグノリーニ（Róbson Michael Signorini、1987年11月10日 - ）は、ブラジル・パラナ州出身のサッカー選手。カンピオナート・ブラジレイロ・セリエA・グレミオFBPA所属。ポジションはミッドフィールダー。
ホビーニョやロービソン・ミシャエル・シグノリニと表記されることもある。

## 経歴

### クラブ
2015年、SEパルメイラスへ移籍した。
2016年4月26日、クルゼイロECへ期限付き移籍。